# Cosmic Psychos
Cosmic Psychos — австралійський панк-рок гурт, заснований в 1977 як англ. Spring Plains Россом Найтом (гітара і вокал), Роббі Еддінгтон (гітара і вокал) та Стівом Морроу (вокал). Австралійський історик, що досліджує рок-музику, Іан Мак-Фарлейн, описав музику Cosmic Psychos як «артистичного роду панк-шум, десь між The Birthday Party та більш наркотично звучащими Ramones».

## Дискографія

### Студійні альбоми
- Cosmic Psychos (1987)
- Go The Hack (1989)
- Blokes You Can Trust (1991)
- Self Totalled (1995)
- Oh What a Lovely Pie (1997)
- Off Ya Cruet! (2006)
- Dung Australia (2007)
- Glorius Barsteds (2011)
- Cum the Raw Prawn (2015)

### Live альбоми
- Slave To The Crave: Live At The Palace, Melbourne (1990)
- I Love My Tractor: Live At The Tote Hotel, Melbourne (2013)

### Compilation albums
- 15 Years, a Million Beers (2001)

### Extended plays
- Down On The Farm (грудень 1985)
- Palomino Pizza (травень 1993)